# Medal Carla-Gustafa Rossby
Medal Carla-Gustafa Rossby – najwyższe odznaczenie Amerykańskiego Towarzystwa Meteorologicznego
Medal Carla-Gustafa Rossby do 1958 nazywany był medalem za wybitne osiągnięcia naukowe.

## Medaliści
- 1951 Hurd Curtis Willett za wkład do rozwoju meteorologii synoptycznej i zrozumienia ogólnej cyrkulacji atmosfery
- 1953 Carl-Gustaf Arvid Rossby za wkład do rozwoju meteorologii dynamicznej prowadzącego do lepszego zrozumienia przepływów w atmosferze i termodynamiki
- 1955 Jerome Namias za wkład do zrozumienia i modelowania długo-terminowych prognoz pogody
- 1956 John von Neumann za wkład do nauki o meteorologii i rozwój szybkich komputerów elektronicznych do zastosowań meteorologicznych i stworzenie grupy prognoz numerycznych pogody
- 1960 J. Bjerknes and Erik Palmén za pionierski wkład do rozwoju dynamiki atmosfery i aerologii, co pozwoliło na lepsze zrozumienie ogólnej cyrkulacji atmosfery
- 1961 Victor P. Starr za olbrzymi wkład do zrozumienia podstaw ogólnej cyrkulacji atmosfery
- 1962 Bernhard Haurwitz za rozwój meteorologii dynamicznej, a zwłaszcza wkład w zrozumienie długich fal w atmosferze, cyrkulacji w stratosferze, lokalnej cyrkulacji, i huraganów
- 1963 Harry Wexler (pośmiertnie) za wkład w zrozumienie budżetu energetycznego i dynamiki antycyklonów, za kompleksowe badania meteorologiczne, oceanograficzne oraz dynamiki lodowców, oraz za kierowniczą rolę w międzynarodowych projektach meteorologicznych
- 1964 Jule G. Charney za wieloletni wkład z rozwój meteorologii teoretycznej i nauki o atmosferze. Dr Charney był liderem prognoz pogody opartych na zrozumieniu dynamiki atmosfery. Jego badania przyczyniły się do zrozumienia ogólnej cyrkulacji atmosfery, niestabilności hydrodynamicznych, struktury huraganów tropikalnych, wymiany energii w ruchu falowym, i innych aspektach geofizycznej mechaniki cieczy. Dr Charney przyczynił się do rozwoju meteorologii jako nauki ścisłej.
- 1965 Arnt Eliassen za wkład do zrozumienia dynamiki atmosfery, oddziaływania fal, dynamiki prądów strumieniowych, i za elegancję w pracach na ten temat. M.in. za wkład do zrozumienia wielkoskalowej cyrkulacji powodowanej przez procesy konwekcyjne, przewidywanie pogody, procesy frontogenezy, i propagację fal grawitacyjno-akustycznych i fal powodowanych przez gradient prędkości w ośrodkach ze stratyfikacją gęstości
- 1966 Zdenek Sekera za wkład w rozwój dynamiki atmosfery, zwłaszcza fal i dynamiki prądów strumieniowych. A zwłaszcza za opracowanie tablic polaryzacji i jasności nieba i teorii równania transportu promieniowania w rozpraszającej atmosferze. Praca ta została skomentowana przez Chandrasekhara następująco: "problem sformułowany przez Rayleigha w 1871 został teraz całkowicie rozwiązany"
- 1967 Dave Fultz za znakomite i pionierskie prace w ostatnich 20 latach nad laboratoryjnymi i eksperymentalnymi technikami w meteorologii dynamicznej. Do tej pory prace te są podstawą prawie wszystkich badań modelowych ogólnej cyrkulacji atmosfery
- 1968 Verner E. Suomi za wizję, wszechstronność, i pomysłowość w opracowaniu różnego rodzaju instrumentów meteorologicznych, co pozwoliło na rozwój meteorologii satelitarnej. Kamera skanująca opracowana przez Suomi umożliwiła całościowy obraz atmosfery ziemskiej i już obecnie wyniki pozwoliły na zrewidowanie hipotez dotyczących cyrkulacji w niskich szerokościach geograficznych
- 1969 Edward N. Lorenz za podstawowe odkrycia w meteorologii dynamicznej i umożliwienie zrozumienia atmosfery jako układu fizycznego
- 1970 Hsiao-Lan Kuo za podstawowe badania dynamiki atmosfery zwłaszcza dysertację na temat stabilności przepływu barotropowego, zrozumienie ogólnej cyrkulacji atmosfery, teorię cyklonów tropikalnych, konwekcję, oddziaływanie powietrza z podłożem, i inne ważne zjawiska
- 1971 Norman A. Phillips za nowe idee w badaniach dotyczących meteorologii dynamicznej i konstrukcję modelu dwu-poziomowego, który umożliwił numeryczną prognozę pogody; za diagnostykę oddziaływań nieliniowych i opracowanie metody uwzględniającej te oddziaływania w ogólnych modelach atmosfery
- 1972 Joseph Smagorinsky za twórczy rozwój numerycznego modelowania ogólnej cyrkulacji atmosfery
- 1973 Christian E. Junge za badania i kierownictwo międzynarodowych projektów w dziedzinie aerozoli atmosferycznych i chemii atmosfery, co pozwoliło na lepsze zrozumienie sulfatów w stratosferze i aerozoli w troposferze, rozkładu aerozolu morskiego, i innych badań ważnych w zrozumieniu procesów chemicznych w atmosferze
- 1974 Heinz H. Lettau za znakomite badania prowadzące do lepszego zrozumienia planetarnej warstwy granicznej. Zdefiniowanie liczby określającej stabilność atmosfery, i pionierskie przyczynki w zrozumieniu dynamiki warstwy granicznej, klimatologii, i mikrostruktury warstwy powierzchniowej oraz za wyjątkowe poświęcenie się pracy naukowej
- 1975 Charles H. B. Priestley za podstawowe prace, które pozwoliły na lepsze zrozumienie procesów turbulencyjnych w atmosferze i związki pomiędzy dużymi i małymi skalami ruchów w atmosferze
- 1976 Hans A. Panofsky za podstawowe prace, które pozwoliły na lepsze zrozumienie procesów turbulencyjnych w atmosferze i związki pomiędzy dużymi i małymi skalami ruchów w atmosferze
- 1977 Akio Arakawa za sformułowanie metodyki pozwalającej na włączenie procesów konwekcyjnych i planetarnej warstwy granicznej do globalnych modeli cyrkulacji atmosfery i za wkład do numerycznych metod prognozy pogody
- 1978 James W. Deardorff za pomysłowe badania struktury procesów konwekcyjnych w planetarnej warstwie granicznej i ich zastosowanie do modeli prognostycznych i modeli dyfuzji
- 1979 Herbert Riehl za znakomity wkład w analizę procesów atmosfery tropikalnej od skali chmury do huraganu, zrozumienie inwersji pasatowej i struktury cyrkulacji w komórce Hadleya. Te badania przyczyniły się w dużym stopniu do lepszego zrozumienia tej części atmosfery
- 1980 Sean A. Twomey za duży wkład w zrozumienie wielu dziedzin nauk o atmosferze, m.in. aerozoli i fizyki chmur, procesów wymiany radiacyjnej w atmosferze, i teledetekcji satelitarnej
- 1981 Roscoe R. Braham, Jr. za ważny wkład i kierownictwo w badaniu złożonych systemów konwekcyjnych
- 1982 Cecil E. Leith, Jr. za podstawowy wkład w zrozumienie hydrodynamiki statystycznej i jej zastosowanie do procesów przewidywalności klimatu i pogody
- 1983 Joanne Simpson za znakomity wkład w zrozumienie chmur konwekcyjnych i ich rolę w tworzeniu i podtrzymywaniu cyklonów tropikalnych i innych systemów wiatrowych nad oceanami w tropikach
- 1984 Bert R. Bolin za znakomite badania pozwalające na zrozumienie atmosfery i oceanu, za wkład w zrozumienie globalnego cyklu geochemicznego, oraz za kierowniczą rolę w projekcie Globalny Program Badań Atmosfery (ang. Global Atmospheric Research Programme)
- 1985 Tiruvalam N. Krishnamurti za podstawowy wkład w zrozumienie struktury i rozwoju atmosfery tropikalnej, a zwłaszcza monsunów, i za kierowniczą rolę w projekcie Globalny Program Badań Atmosfery (ang. Global Atmospheric Research Programme)
- 1986 Douglas K. Lilly za długoletni wkład i kierownictwo w stworzenie podwalin wiedzy o procesach w małej skali i w mezoskali, m.in. konwekcji, fal grawitacyjnych, i turbulencji w warstwie granicznej
- 1987 Michael E. McIntyre za oryginalne teoretyczne prace pozwalające na lepsze zrozumienie dynamiki stratosfery
- 1988 Brian J. Hoskins za ważny wkład w zrozumienie i numeryczne modele dynamiki atmosfery
- 1989 Richard J. Reed za wkład w zrozumienie niży polarnych, fal w atmosferze tropikalnej, i dolnej warstwy stratosfery w tropikach
- 1990 Yale Mintz za wybitny wkład w kierownictwo badań nad modelowaniem globalnych zmian klimatu i wychowanie kilku generacji wybitnych naukowców
- 1991 Kikuro Miyakoda za wybitny wkład w rozwoju długo terminowych prognoz pogody w skali tygodni, miesięcy, i sezonu
- 1992 Syukuro Manabe za wkład w zrozumienie dynamiki klimatu i pionierską rolę w numerycznym przewidywaniu zmian klimatu
- 1993 John M. Wallace za twórczy i istotny wkład w zrozumienie wielkoskalowej cyrkulacji atmosfery
- 1994 Jerry D. Mahlman za pionierskie prace w zastosowaniu modeli ogólnej cyrkulacji atmosfery do zrozumienia transportu w stratosferze i dynamiki stratosfery
- 1995 Chester W. Newton za podstawowy wkład w zrozumienie dynamiki i struktury prądów strumieniowych, frontów, cyklonów, burz, mezoskalowych systemów konwekcyjnych, oraz ogólnej cyrkulacji atmosfery
- 1996 David Atlas za znakomity i wieloletni wkład w meteorologię radarową, ważny wkład do fizyki chmur i meteorologię mezoskalową; za inspirację kilku generacji naukowców w tej dziedzinie wiedzy
- 1997 Robert E. Dickinson za rozległy i istotny wkład w zrozumienie dynamiki atmosfery i rozwój nauki o ziemi
- 1998 Barry Saltzman za poświęcenie całego życia na zrozumienie ogólnej cyrkulacji atmosfery i ewolucję klimatu ziemi
- 1999 Taroh Matsuno za podstawowy wkład w rozwój teorii fal i oddziaływania pomiędzy ruchem falowym i średnim przepływem w układach geofizycznych
- 2000 Susan Solomon za podstawowy wkład w zrozumienie chemii atmosfery i wyjaśnienie tajemnicy powstawania dziury ozonowej
- 2001 James R. Holton za podstawowy wkład w zrozumienie dynamiki stratosfery poprzez badania teoretyczne, właściwe użycie modeli, i wkład do projektów obserwacyjnych
- 2002 V. Ramanathan za podstawowy wkład w zrozumienie oddziaływania aerozoli, chmur, i gazów z promieniowaniem słonecznym i ziemskim oraz wpływ tego oddziaływania na procesy klimatyczne
- 2003 Keith A. Browning za kierowniczą rolę w międzynarodowych programach obserwacji synoptycznych i mezoskalowych systemów, i za pionierskie badania krótko terminowego przewidywania prognozy
- 2004 Peter J. Webster za znaczący wkład w zrozumienie ogólnej cyrkulacji układu atmosfera-ocean w tropikach oraz za badanie zmian klimatu w skalach rocznych i sezonalnych
- 2005 Jagadish Shukla za podstawowy wkład i wybitne kierownictwo w zrozumieniu zmienności i przewidywalności zmian klimatu w skali sezonu i lat
- 2006 Robert A. Houze za fundamentalny wkład w zrozumienie układów opadowych o różnych skalach i ich oddziaływanie z przepływami wielkoskalowymi i za wkład w prowadzenie badań meteorologicznych
- 2007 Kerry A. Emanuel za podstawowe badania konwekcji, co przyczyniło się do lepszego zrozumienie cyklonów tropikalnych, systemów pogodowych średnich szerokości i dynamiki klimatu
- 2008 Isaac M. Held
- 2009 James E. Hansen
- 2010 Timothy N. Palmer